# Idiobryssus
Idiobryssus is een geslacht van zee-egels uit de familie Brissidae.

## Soorten
- Idiobryssus coelus H.L. Clark, 1939 (nomen dubium)